# آبدراز
آبدراز، روستایی است از توابع بخش مرزداران شهرستان سرخس در استان خراسان رضوی، روستای آبدراز در فاصله ۷۵ کیلومتری از شهرستان سرخس و ۱۱۰کیلومتری شهر مشهد (بین شهر مشهد و شهرستان سرخس)واقع شده است.شغل اهالی این روستا دامداری سنتی با کشاورزی به‌ صورت دیم می باشد.برخلاف اسم این روستا همیشه با کمبود آب شرب مواجه است.تامین آب شرب روستا از یک چشمه از رشته کوه هزار مسجد تامین می‌شود.بعد ازخشکسالی که باعث ضرر به بخش کشاورزی و دامداری این روستا شد جوانان این روستا به شغل های همچون حفاری با دستگاه و نصب قاب تونل و رانندگی با وسایل سنگین و کار در شرکت های نفت و گاز مشغول شدند.
این روستا در دهستان گل بی بی قرار دارد و بر اساس سرشماری سال ۱۳۸۵ جمعیت آن (۱۳۲ خانوار) ۵۵۲ نفر 
است.

## منبع
1. ↑  «نتایج سرشماری ایران در سال ۱۳۸۵». درگاه ملی آمار. بایگانی‌شده از روی نسخه اصلی در ۲۱ آبان ۱۳۹۲.

## مراجع
همانطور که در موارد فوق اشاره شده متاسفانه چندین سال است که این روستا با مشکل بی آبی مواجه است و این امر بسیار بزرگ باعث شده اکثر مردمان این روستا به شهرهای همجوار کوچ کنند که این امر بسیار مهم باعث متروکه شدن روستا می‌شود، روستایی که در نزدیکی دریاچه گل بی بی قرار دارد و از نعمت های خدادادی و خاک حاصلخیز و جوان‌های توانمند و با بهره هوشی بسیار بالا برخوردار است؛ آن‌وقت در این روستای دلیر مردمان آن را ترک می‌کنند.